# Batalla de Haynau
La Batalla de Haynau se luchó el 26 de mayo de 1813, entre la caballería prusiana bajo el comando del general Gebhard Leberecht von Blücher y la division de infanteria francesa bajo el comando del general Nicolas Joseph Maison. La batalla resultó en una victoria prusiana

## Preludio
Después de su derrota en la Batalla de Bautzen, los aliados se retiraron de la acción en el momento que consideraron oportuno y en un orden tan impecable que Napoleón no logró capturar un solo trofeo como prueba de su victoria. La fuga del enemigo lo irritó profundamente, ya que la ausencia de armas capturadas y prisioneros le recordó demasiado a sus experiencias en Rusia, lo que lo llevó a redoblar sus exigencias a sus comandantes de cuerpo para que mostraran mayor vigor en la persecución.

## Batalla
Las súplicas de Napoleón llevaron a sus comandantes de cuerpo a avanzar sin prestar atención a las precauciones tácticas, lo que Blücher aprovecho. El 26 de mayo, con unas 20 escuadras de caballería landwehr, él sorprendió, arrolló y casi destruyó la división de Maison. La pérdida de material francés no fue en grandes cantidades, pero impacto en elevar la moral de la inexperta caballería prusiana y aumento la confianza en su veterano comandante, Florens von Bockum-Dolffs (1769 - 1813), quien lidero la carga el mismo.

## Monumento
Como en todos los demás campos de batalla, se hizo un pequeño monumento. Este fue destruido por las fuerzas polacas en 1945.

## Links externos
- Wikimedia Commons alberga una galería multimedia sobre Batalla de Haynau.